# (5712) Funke
(5712) Funke (1979 SR) – planetoida z pasa głównego asteroid okrążająca Słońce w ciągu 4,62 lat w średniej odległości 2,77 j.a. Odkryta 25 września 1979 roku.
Została nazwana na cześć czeskiego fotografa Jaromíra Funke.